# Jaïro Riedewald

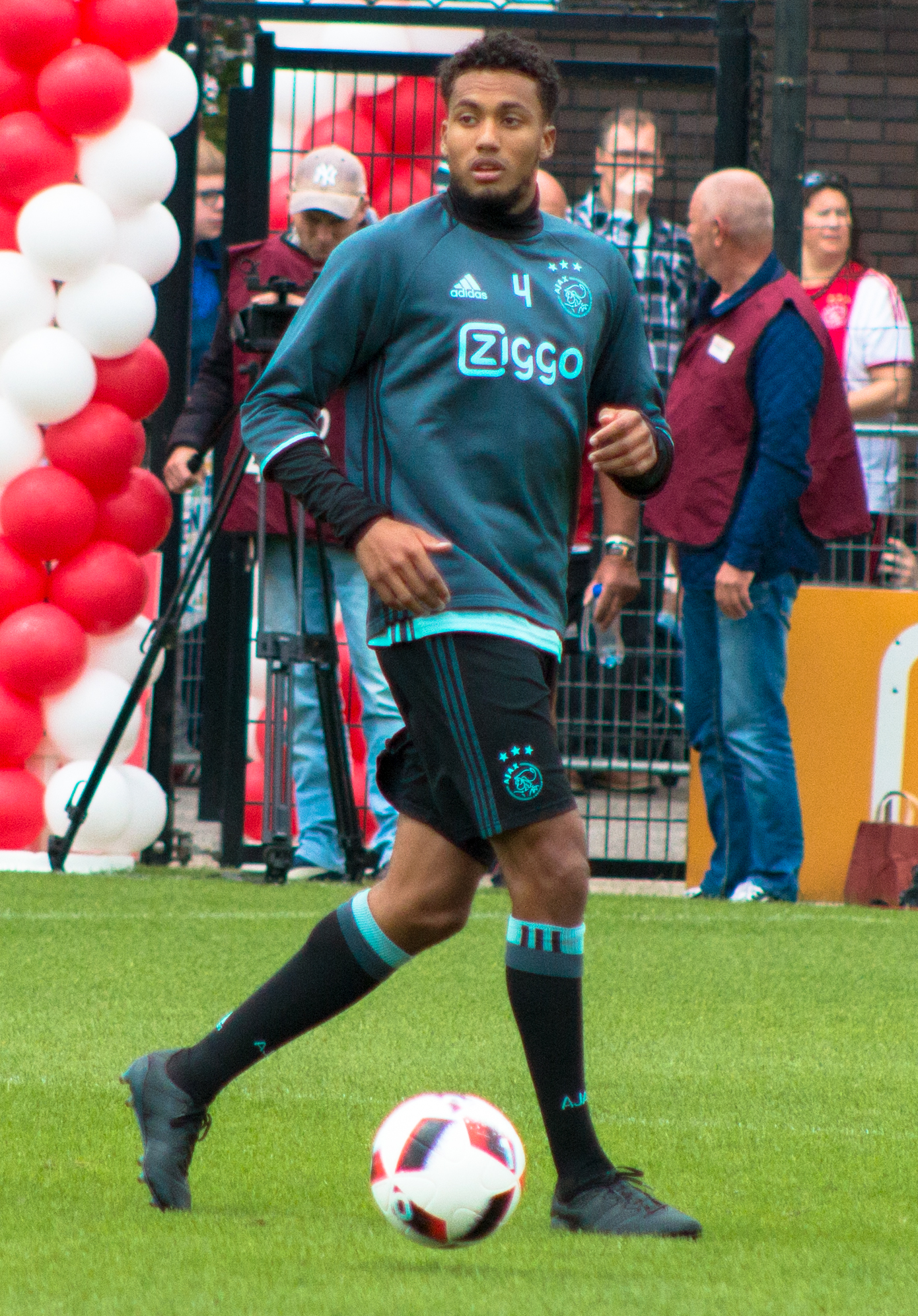
Jaïro Riedewald podczas treningu

Jaïro Riedewald (ur. 9 września 1996 w Haarlemie) – holenderski piłkarz grający na pozycji lewego obrońcy. Obecnie jest zawodnikiem klubu Crystal Palace.

## Kariera klubowa
Riedewald ma pochodzenie surinamsko-indonezyjskie, ale urodził się w Holandii. Swoją karierę piłkarską rozpoczął w klubie SV Overbos. W 2007 roku podjął treningi w szkółce piłkarskiej Ajaksu Amsterdam. W 2013 roku stał się członkiem zespołu rezerw. 21 października 2013 zadebiutował w nich w drugiej lidze w przegranym 1:5 wyjazdowym meczu z VVV Venlo. Jeszcze w sezonie 2013/2014 awansował do pierwszego zespołu Ajaksu. Swój debiut w Eredivisie zaliczył 22 grudnia 2013 w wygranym 2:1 wyjazdowym spotkaniu z Rodą JC Kerkrade. W 80. minucie tego meczu zmienił Christiana Poulsena, a w 88. i 92. minucie zdobył dwa gole dla Ajaksu. W sezonie 2013/2014 wywalczył z Ajaksem mistrzostwo Holandii. Z kolei w sezonie 2014/2015 został wicemistrzem kraju.
| Sezon   | Klub      | Kraj     | Rozgrywki      | Mecze | Gole |
| ------- | --------- | -------- | -------------- | ----- | ---- |
| 2013/14 | AFC Ajax  | Holandia | Eredivisie     | 5     | 2    |
| 2013/14 | Jong Ajax | Holandia | Eerste divisie | 10    | 0    |
| 2014/15 | AFC Ajax  | Holandia | Eredivisie     | 19    | 0    |
| 2014/15 | Jong Ajax | Holandia | Eerste divisie | 9     | 1    |
| 2015/16 | AFC Ajax  | Holandia | Eredivisie     |       |      |

## Kariera reprezentacyjna
Od 2011 roku Riedewald gra w młodzieżowych reprezentacjach Holandii. W dorosłej reprezentacji Holandii zadebiutował 6 września 2015 roku w przegranym 0:3 meczu eliminacji do Euro 2015 z Turcją, rozegranym w Konyi.